# Karl Born (Kinobetreiber)
Karl Born (* 8. Dezember 1910 in Montreux, Schweiz; † 1. April 2004 in Oldenburg) war ein deutscher Seemann, Pilot und Kinobetreiber. Er war Kap Hoornier und baute den weltweit ersten Seenotflugdienst auf.

## Leben und Wirken
Karl Born arbeitete auf Rahseglern, Frachtdampfern und Passagierschiffen und erhielt ein Patent als Seesteuermann auf Großer Fahrt. Er umrundete vier Mal Kap Hoorn und erhielt die französische Medaille „Hommage des Capitaines Cap Horniers“.
Karl Born machte eine Flugzeugführerausbildung für Land und See, die er 1935 abschloss. 1939 baute er in Bad Zwischenahn das Seenotflugkommando I der Luftwaffe auf, das als weltweit erstes seiner Art gilt. Dafür wurden sechs Heinkel He 59 bei Walther-Bachmann-Flugzeugbau entwaffnet und mit Tragen und Schlauchbooten ausgerüstet. Die am 30. Juni 1939 erstmals eingesetzte He 59C-2 WL-APIE gilt als erstes Seenotrettungsflugzeug der Welt.
Im Zweiten Weltkrieg war Born Staffelkapitän von zwei Seenotstaffeln der Wehrmacht. Ab Oktober 1944 war er Kommandeur der Seenotgruppe 81 auf der Halbinsel Bug auf Rügen mit einer Ergänzungsstaffel in Kiel-Holtenau. Für seine Rettungseinsätze in der Ostsee erhielt er die 1987 von Heinz Schön gestiftete „Rettungsmedaille Ostsee 1945“.
Nach dem Ende des Zweiten Weltkriegs begann Karl Born in Oldenburg eine Karriere als Kulturveranstalter und Kinobetreiber. Am 18. August 1946 eröffnet er die „Ziegelhof-Freilichtbühne“, auf der unter anderem die Pianistin Elly Ney, die Sängerin Lilian Harvey und Musiker der Berliner Philharmoniker und der Münchner Philharmoniker auftraten. 1949 entstanden die „Ziegelhof-Lichtspiele“ als Saal mit 878 Plätzen für Theater-, Musik- und Filmvorführungen. 1957 trennte er einen Teil des Saales ab und baute das Kino „Studio Z im Ziegelhof“ mit 198 Plätzen und Cinemascope-Leinwand als Platz für guten und künstlerischen Film (Zitat Karl Born). 1961 übernahm Born die „Alhambra-Lichtspiele“ und benannte sie in „Unser Kino“ um. 1966 wurde das Haus geschlossen. 1969 übernahm er die „Lindenhof-Lichtspiele“ und führte sie als „Capitol im Lindenhof“ mit 511 Plätzen weiter. 1977 zog sich Karl Born aus seinen Unternehmen zurück. Im selben Jahr wurde er mit dem Großen Stadtsiegel der Stadt Oldenburg geehrt.
Karl Born war Ehrenvorsitzender der Gilde Deutscher Filmkunsttheater, die er 1953 in Göttingen mit elf anderen Betreibern gegründet hatte, und 1972 Mitgründer des Verbandes „Arbeitsgemeinschaft Kino“. 1981 wurde er für seinen Anteil an der Entwicklung der Filmindustrie mit dem Filmband in Gold geehrt und er erhielt den Ehrenpreis des Deutschen Filmpreises.
Karl Born war verheiratet mit Ilse Born, die auch Geschäftsführerin mehrerer Kinos war.

## Schriften
- Rettung zwischen den Fronten. Seenotdienst der deutschen Luftwaffe 1939–1945. Mittler, Hamburg/Berlin/Bonn 1996, ISBN 3-8132-0489-8. 3. Auflage 2001, ISBN 3-8132-0756-0 (Rezension auf seeflieger.de).